# 岑文本
岑文本（595年—645年5月10日），字景仁，南阳郡棘阳县（今新野县）人。隋唐時代政治人物、文學家，唐初貞觀朝的宰相，封爵江陵子。
岑文本成名甚早。於隋末蕭銑在江陵建立地方政權時，即任岑為中書侍郎，專職管理典藏文書。唐太宗當朝以後，先任秘書郎，復任中書侍郎，並受命與令狐德棻編撰《周書》，文章練達；終官拜中書令，與長孫無忌、高士廉、唐儉、楊师道、劉洎、馬周、褚遂良並列宰相團。
唐史記載著岑文本的特質說：不僅富有文采，且潔身自愛。每次被嘉獎或升遷時，不喜反憂，因為深感責任一次比一次重。岑文本因責任感使然，在貞觀後期越來越見重於唐太宗；征高句麗時，太宗委任他總務後勤，總司物資的調配，其重要性如同漢初的蕭何。原本皇帝有心栽培他為輔佐後任皇帝的骨幹，但未料此番東征意義職責重大，致操勞過度，加上前線戰事先盛後衰，壓力倍增，岑終染病不治，遽逝於幽州（今中國北京市）軍中。享年五十一歲。
唐太宗聞訊，非常悲慟，追贈岑文本為侍中、賜陪葬昭陵。谥号宪。
岑文本有子岑長倩（实为其兄岑文叔子，即岑文本侄）及孫岑羲相繼拜相。

## 子孙
长子：岑曼倩，雍州長史，襲公
孙：岑子舆，字安道，奉礼郎
孙：岑獻，國子司業、梁国公
岑定，淮南節度判官
岑弘，太子通事舍人
岑通，太常寺太祝
岑至，祕書省校書郎
岑靖，復州刺史
岑融，忠州錄事參軍
岑玢，晉州別駕
孙：岑羲
孙：岑仲翔，太子中允、陝州刺史、博望公
岑賁，字明○，右驍衛倉曹參軍
孙：岑仲休
岑尹，著作郎
岑炅，葉丞
岑贊，司門郎中、衡州刺史
岑質，殿中侍御史
次子：岑景倩，麟臺少監、衛州刺史、昭文館學士
孙：岑植，仙、晉二州刺史
岑謂，澄城丞
岑況，湖州別駕
岑則，右衛率府兵曹參軍
岑參，庫部郎中、嘉州都督
岑乘，太子贊善大夫
岑垂，長葛丞
孙：岑棣，沛令
岑臾，眉州刺史
孙：岑○，安喜令
岑冬卿，邠州長史
孙：岑椅，監察御史
岑終，吉州刺史
岑橫，鳳翔戶曹參軍
岑潁，長城尉